# Mistrovství světa v biatlonu 2013 – smíšená štafeta
Smíšená štafeta na Mistrovství světa v biatlonu 2013 se konala ve čtvrtek 7. února v lyžařském středisku Vysočina Aréna jako první závod šampionátu. Zahájení smíšené štafety proběhlo v 17:30 hodin středoevropského času. Závodu se zúčastnilo celkem 27 štafet.

## Výsledky
| Pořadí | Č. | Stát                                                                                | Čas                                       | Střelba (L+S)                            | Ztráta  |
| --- | -- | ----------------------------------------------------------------------------------- | ----------------------------------------- | ---------------------------------------- | ------- |
| Zlatá medaile                                                                                             | 2  | Norsko Tora Bergerová Synnøve Solemdalová Tarjei Bø Emil Hegle Svendsen             | 1:12:04,9 15:45,6 17:16,2 19:29,4 19:33,7 | 0+1 0+3 0+0 0+0 0+0 0+2 0+1 0+0 0+0 0+1  | —       |
| Stříbrná medaile                                                                                          | 5  | Francie Marie-Laure Brunetová Marie Dorinová Habertová Alexis Bœuf Martin Fourcade  | 1:12:24,9 16:29,3 16:45,8 19:47,1 19:22,7 | 0+1 0+7 0+0 0+2 0+1 0+2 0+0 0+2 0+0 0+1  | +20,0   |
| Bronzová medaile                                                                                          | 3  | Česko Veronika Vítková Gabriela Soukalová Jaroslav Soukup Ondřej Moravec            | 1:12:37,2 16:30,0 16:56,4 19:46,1 19:24,7 | 0+3 0+2 0+2 0+1 0+1 0+0 0+0 0+1 0+0 0+0  | +32,3   |
| 4. | 7  | Itálie Dorothea Wiererová Karin Oberhoferová Dominik Windisch Lukas Hofer           | 1:13:03,3 16:24,0 17:10,3 19:44,8 19:44,2 | 0+1 0+3 0+0 0+0 0+1 0+1 0+0 0+0 0+0 0+2  | +58,4   |
| 5. | 6  | Slovinsko Andreja Maliová Teja Gregorinová Klemen Bauer Jakov Fak                   | 1:13:12,0 16:56,5 16:55,3 19:42,1 19:38,1 | 0+2 0+4 0+0 0+1 0+0 0+0 0+2 0+2 0+0 0+1  | +1:07,1 |
| 6. | 1  | Rusko Olga Zajcevová Olga Viluchinová Anton Šipulin Dmitrij Malyško                 | 1:13:31,4 15:57,7 17:00,4 19:45,4 20:47,9 | 1+7 0+2 0+0 0+1 0+1 0+0 0+3 0+0 1+3 0+1  | +1:26,5 |
| 7. | 11 | Slovensko Jana Gereková Anastasia Kuzminová Pavol Hurajt Matej Kazar                | 1:13:37,6 16:21,0 16:50,4 20:28,9 19:57,3 | 0+5 0+3 0+0 0+1 0+1 0+2 0+1 0+0 0+3 0+0  | +1:32,7 |
| 8. | 17 | USA Annelies Cooková Susan Dunkleeová Lowell Bailey Leif Nordgren                   | 1:13:37,7 16:58,0 16:38,9 20:01,1 19:59,7 | 0+3 0+4 0+0 0+3 0+0 0+1 0+2 0+0 0+1 0+0  | +1:32,8 |
| 9. | 10 | Ukrajina Julija Džymová Natalya Burdygaová Andrij Deryzemlja Sergej Sednev          | 1:13:55,8 16:37,0 17:13,9 20:13,1 19:51,8 | 1+4 0+4 0+0 0+2 0+0 0+1 1+3 0+1 0+1 0+0  | +1:50,9 |
| 10. | 14 | Polsko Krystyna Pałková Magdalena Gwizdońová Łukasz Szczurek Krzysztof Plywaczyk    | 1:13:58,7 16:05,5 16:58,7 20:29,9 20:24,6 | 0+3 0+4 0+1 0+0 0+2 0+1 0+0 0+1 0+0 0+2  | +1:53,8 |
| 11. | 12 | Bělorusko Naděžda Skardinová Darja Domračevová Evgeny Abramenko Sergey Novikov      | 1:14:17,6 16:43,2 16:56,0 20:23,2 20:15,2 | 0+2 0+3 0+1 0+0 0+0 0+3 0+0 0+0 0+1 0+0  | +2:12,7 |
| 12. | 9  | Švýcarsko Elisa Gasparová Selina Gasparinová Claudio Böckli Benjamin Weger          | 1:14:45,5 16:58,9 16:52,2 20:28,1 20:26,3 | 0+7 0+2 0+1 0+2 0+2 0+0                  | +2:40,6 |
| 13. | 4  | Německo Andrea Henkelová Miriam Gössnerová Simon Schempp Andreas Birnbacher         | 1:14:45,6 16:27,7 18:06,8 20:01,0 20:10,1 | 0+3 1+7 0+1 0+1 0+1 1+3 0+1 0+0 0+0 0+3  | +2:40,7 |
| 14. | 8  | Švédsko Elisabeth Högbergová Jenny Jonssonová Björn Ferry Fredrik Lindström         | 1:14:51,8 16:59,8 18:14,2 19:48,6 19:49,2 | 0+3 0+3 0+1 0+1 0+0 0+0 0+1 0+0 0+1 0+2  | +2:46,9 |
| 15. | 16 | Kanada Rosanna Crawfordová Megan Heinicková Jean-Philippe Leguellec Scott Perras    | 1:15:09,6 16:49,5 18:04,8 20:01,4 20:13,9 | 0+3 0+6 0+2 0+1 0+0 0+2 0+1 0+1          | +3:04,7 |
| 16. | 24 | Bulharsko Emilia Yordanova Niya Dimitrova Krasimir Anev Michail Kletcherov          | 1:16:33,4 17:39.5 17:59,0 19:52,2 21:02,7 | 0+1 0+6 0+1 0+1 0+0 0+2 0+0 0+1          | +4:28,5 |
| 17. | 15 | Rakousko Iris Schwablová Romana Schrempfová Julian Eberhard Dominik Landertinger    | 1:16:51,5 16:54,8 19:02,1 20:58,2 19:56,4 | 0+5 5+7 0+0 0+1 0+0 3+3 0+2 2+3 0+2 0+1  | +4:46,6 |
| 18. | 20 | Kazachstán Elena Khrustaleva Darja Usanovová Yan Savitskiy Sergey Naumik            | 1:17:26,2 17:00,2 19:44,5 19:58,2 20:43,3 | 3+5 1+4 0+0 0+1 3+3 1+3 0+1 0+0          | +5:21,3 |
| 19. | 13 | Finsko Mari Laukkanenová Kaisa Mäkäräinenová Jarkko Kauppinen Ahti Toivanen         | 1:17:58,1 17:42,5 17:52,0 21:12,5 21:11,1 | 0+3 3+10 0+0 2+3 0+1 1+3 0+2 0+2 0+0 0+2 | +5:53,2 |
| 20. | 21 | Estonsko Kadri Lehtlová Daria Yurlovová Roland Lessing Kauri Kõiv                   | LAP 17:31,5 19:07,5 20:36,6               | 0+7 1+6 0+1 0+0 0+1 1+3 0+2 0+1 0+3 0+2  | +9:99,9 |
| 21. | 19 | Rumunsko Réka Ferenczová Luminita Piscoranová Ştefan Gavrila Cornel Puchianu        | LAP 17:21,1 18:03,0 21:26,7               | 1+6 0+9 0+1 0+0 0+0 0+3 1+3 0+3 0+2 0+3  | +9:99,9 |
| 22. | 18 | Japonsko Fuyuko Suzuki Arisa Goshono Hidenori Isa Junji Nagai                       | LAP 17:54,1 18:58,1 20:34,2               | 1+6 0+6 1+3 0+2 0+3 0+0 0+0 0+2          | +9:99,9 |
| 23. | 22 | Čína Ma Wei Wang Yue Chen Haibin Ren Long                                           | LAP 17:51,9 18:33,9 20:47,0               | 1+5 1+7 1+3 0+2 0+0 0+2 0+0 0+0 0+2 1+3  | +9:99,9 |
| 24. | 25 | Lotyšsko Žanna Juškānová Baiba Bendiková Edgars Piksons Rolands Pužulis             | LAP 18:05,8 19:34,5 20:58,0               | 0+5 0+3 0+3 0+2 0+0 0+0 0+1 0+1 0+1 0+0  | +9:99,9 |
| 25. | 23 | Litva Natalija Kočerginová Diana Rasimovičiūtėová Karol Dombrovski Tomas Kaukėnas   | LAP 18:44,9 19:22,9 22:12,2               | 0+5 2+10 0+0 1+3 0+1 1+3 0+1 0+3 0+3 0+1 | +9:99,9 |
| 26. | 26 | Spojené království Amanda Lightfootová Adele Walkerová Lee-Steve Jackson Kevin Kane | LAP 17:39,3 21:02,1 21:09,6               | 0+7 3+9 0+2 0+2 0+3 3+3 0+0 0+2 0+2 0+2  | +9:99,9 |
| 27. | 27 | Jižní Korea Jo In-Hee Kim Seon-Su Lee In-Bok Jun Je-Uk                              | LAP 18:40,8 20:08,3 22:15,6               | 0+7 0+6 0+0 0+2 0+3 0+1 0+1 0+0 0+3 0+3  | +9:99,9 |
| Č. – startovní číslo týmu, LAP – tým byl předběhnut o kolo, r – vedoucí tým disciplíny ve světovém poháru |    |                                                                                     |                                           |                                          |         |